# タイキフォーチュン
タイキフォーチュン（欧字名:Taiki Fortune、1993年2月9日 - 2025年2月21日）は、日本の競走馬、種牡馬。
主な勝ち鞍に、1996年のNHKマイルカップ（GI）、毎日杯（GIII）。

## 戦績
- 特記事項なき場合、本節の出典はJBISサーチ[2]

1993年2月9日、アメリカ合衆国に誕生。アイルランドで調教が施されたのち、日本で外国産馬としてデビューした。
1995年11月5日、東京競馬場の新馬戦に出走し、8着。翌週の新馬戦に連闘で出走して初勝利を挙げる。中山競馬場の葉牡丹賞をレコードタイムで制して西下し、ラジオたんぱ杯3歳ステークスに出走もロイヤルタッチの11着に終わる。年明けて弥生賞から始動しダンスインザダークの7着ののち再び西下して毎日杯に出走して優勝した。
新設されたNHKマイルカップへ出走、18頭中14頭が外国産馬となった。レース前にはマイル戦への対応が不安視されたが、逃げたバンブーピノが作り出した前半1000メートル通過56秒7というハイペースの展開が中距離向きの馬の台頭を促した形となり、直線では鋭く伸びて最後は遊びつつ勝利、NHKマイルカップ初代王者に輝いた。このレースで記録された1分32秒6というレースレコードタイムは、当時の東京芝1600メートル全体のレコードタイムである1分32秒4（1990年の第40回安田記念でオグリキャップが記録したタイム）とコンマ2秒しか違わないもので異様とも評され、2004年にキングカメハメハが更新するまで維持された。実際、フジテレビでこのレースを実況した三宅正治アナウンサーは4歳馬（現:3歳馬）でこの勝ちタイムを叩き出したため驚愕し、解説の吉田均に「これは…!電光掲示板、間違ってないですよね?」と確認を求める程であった。
秋は毎日王冠から始動して1番人気に支持されるもアヌスミラビリスの8着。続く2戦、ジャパンカップは6着、有馬記念11着と連敗を重ね、古馬になっても勝ち星とは縁遠く、1997年のマイルチャンピオンシップ（競走中止）から連闘で挑んだジャパンカップ（14着）が最後のレースとなった。

## 競走成績
以下の内容は、JBISサーチおよびnetkeiba.comに基づく。
| 競走日     | 競馬場 | 競走名             | 格      | 距離（馬場）  | 頭 数 | 枠 番 | 馬 番 | オッズ （人気） | 着順 | タイム （上がり3F） | 着差 | 騎手      | 斤量 [kg] | 1着馬（2着馬）         | 馬体重 [kg] |
| ---------- | ------ | ------------------ | ------- | ------------- | ----- | ----- | ----- | --------------- | ---- | ------------------- | ---- | --------- | --------- | ---------------------- | ----------- |
| 1995.11.05 | 東京   | 3歳新馬            |         | ダ1400m（良） | 14    | 7     | 12    | 002.60（2人）   | 08着 | R1:30.1（41.0）     | -2.2 | 0柴田善臣 | 54        | タイキフォレスト       | 488         |
| 0000.11.11 | 東京   | 3歳新馬            |         | 芝1800m（良） | 9     | 3     | 3     | 003.00（1人）   | 01着 | R1:52.9（35.5）     | -0.1 | 0柴田善臣 | 54        | （シロキタクロス）     | 480         |
| 0000.12.02 | 中山   | 葉牡丹賞           | 500万下 | 芝2000m（良） | 11    | 3     | 3     | 021.60（5人）   | 01着 | R2:01.6（36.7）     | -0.4 | 0柴田善臣 | 54        | （マキノプリテンダー） | 480         |
| 0000.12.23 | 阪神   | ラジオたんぱ杯3歳S | GIII    | 芝2000m（良） | 15    | 8     | 15    | 005.20（3人）   | 11着 | R2:04.0（36.3）     | -1.3 | 0坂本勝美 | 54        | ロイヤルタッチ         | 478         |
| 1996.03.03 | 中山   | 弥生賞             | GII     | 芝2000m（良） | 13    | 1     | 1     | 017.80（4人）   | 07着 | R2:03.7（36.3）     | -1.0 | 0柴田善臣 | 55        | ダンスインザダーク     | 490         |
| 0000.03.24 | 阪神   | 毎日杯             | GIII    | 芝2000m（良） | 16    | 3     | 6     | 005.80（3人）   | 01着 | R2:01.1（35.3）     | -0.2 | 0柴田善臣 | 55        | （ナムライナズマ）     | 486         |
| 0000.05.12 | 東京   | NHKマイルC         | GI      | 芝1600m（良） | 18    | 4     | 7     | 011.80（4人）   | 01着 | R1:32.6（34.8）     | -0.1 | 0柴田善臣 | 57        | （ツクバシンフォニー） | 486         |
| 0000.10.06 | 東京   | 毎日王冠           | GII     | 芝1800m（良） | 12    | 8     | 12    | 003.60（1人）   | 08着 | R1:46.8（35.7）     | -1.0 | 0柴田善臣 | 57        | アヌスミラビリス       | 500         |
| 0000.11.24 | 東京   | ジャパンC          | GI      | 芝2400m（良） | 15    | 2     | 3     | 012.10（5人）   | 06着 | R2:24.3（36.2）     | -0.5 | 0柴田善臣 | 55        | シングスピール         | 494         |
| 0000.12.22 | 中山   | 有馬記念           | GI      | 芝2500m（良） | 14    | 8     | 13    | 016.90（7人）   | 11着 | R2:36.5（38.7）     | -2.7 | 0柴田善臣 | 55        | サクラローレル         | 496         |
| 1997.04.05 | 中山   | ダービー卿CT       | GIII    | 芝1600m（重） | 13    | 7     | 11    | 006.70（4人）   | 09着 | R1:37.2（38.0）     | -1.7 | 0柴田善臣 | 57        | ロイヤルスズカ         | 496         |
| 0000.05.10 | 東京   | 京王杯SC           | GII     | 芝1400m（良） | 16    | 5     | 10    | 007.40（4人）   | 04着 | R1:20.9（33.5）     | -0.4 | 0柴田善臣 | 58        | タイキブリザード       | 494         |
| 0000.06.08 | 東京   | 安田記念           | GI      | 芝1600m（良） | 18    | 4     | 8     | 006.00（2人）   | 11着 | R1:34.9（35.6）     | -1.1 | 0柴田善臣 | 58        | タイキブリザード       | 498         |
| 0000.11.16 | 京都   | マイルCS           | GI      | 芝1600m（良） | 18    | 5     | 9     | 067.8（14人）   |      | 競走中止            |      | 0柴田善臣 | 57        | タイキシャトル         | 498         |
| 0000.11.23 | 東京   | ジャパンC          | GI      | 芝2400m（良） | 14    | 7     | 11    | 056.9（11人）   | 14着 | R2:28.3（37.5）     | -2.5 | 0柴田善臣 | 57        | ピルサドスキー         | 492         |

## 種牡馬時代
引退後はイーストスタッドで種牡馬として供用され、2000年から2004年までの供用で血統登録頭数29頭、出走頭数23頭を記録。2005年以降は種付け記録がなく種付料も2012年の時点ではプライヴェートに設定されていた。その後、イーストスタッドからの申し出があって認定NPO法人引退馬協会のフォスターホースの一頭に加わることになり、2020年1月18日に新ひだか町の本桐牧場に移動した。高齢のため、去勢手術は見送られた。
2024年4月にはフラワーパークの死亡により、同時点で存命最年長のJRA・GI競走優勝馬およびJRA重賞優勝馬となった。
2025年2月21日、繋養されていた本桐牧場で死亡。当日はいつも通り放牧され飼葉も完食していたが16時頃に倒れそのまま立ち上がれず、呼吸が荒れ心拍数も上昇したため、苦痛を長引かせないよう安楽死処分されたという。本馬の死亡により、同時点で存命最年長のJRA・GI競走優勝馬およびJRA重賞勝利馬はメジロファラオ（1999年中山グランドジャンプ勝ち馬）となった。

## 血統表
| タイキフォーチュンの血統                        | タイキフォーチュンの血統                                            | タイキフォーチュンの血統                                            | （血統表の出典）                                                    | （血統表の出典） |
| 父系                                            | ニジンスキー系                                                      | ニジンスキー系                                                      | ニジンスキー系                                                      | [ § 2 ]          |
| 父 *Seattle Dancer II 1984 鹿毛                 | 父の父Nijinsky 1967 鹿毛                                            | Northern Dancer                                                     | Nearctic                                                            | Nearctic         |
| 父 *Seattle Dancer II 1984 鹿毛                 | 父の父Nijinsky 1967 鹿毛                                            | Northern Dancer                                                     | Natalma                                                             |                  |
| 父 *Seattle Dancer II 1984 鹿毛                 | 父の父Nijinsky 1967 鹿毛                                            | Flaming Page                                                        | Bull Page                                                           | Bull Page        |
| 父 *Seattle Dancer II 1984 鹿毛                 | 父の父Nijinsky 1967 鹿毛                                            | Flaming Page                                                        | Flaring Top                                                         |                  |
| 父 *Seattle Dancer II 1984 鹿毛                 | 父の母My Charmer 1969 鹿毛                                          | Poker                                                               | Round Table                                                         | Round Table      |
| 父 *Seattle Dancer II 1984 鹿毛                 | 父の母My Charmer 1969 鹿毛                                          | Poker                                                               | Glamour                                                             |                  |
| 父 *Seattle Dancer II 1984 鹿毛                 | 父の母My Charmer 1969 鹿毛                                          | Fair Charmer                                                        | Jet Action                                                          | Jet Action       |
| 父 *Seattle Dancer II 1984 鹿毛                 | 父の母My Charmer 1969 鹿毛                                          | Fair Charmer                                                        | Myrtle Charm                                                        |                  |
| 母 *パテントリークリア Patently Clear 1988 鹿毛 | 母の父Miswaki 1978 栗毛                                             | Mr. Prospector                                                      | Raise a Native                                                      | Raise a Native   |
| 母 *パテントリークリア Patently Clear 1988 鹿毛 | 母の父Miswaki 1978 栗毛                                             | Mr. Prospector                                                      | Gold Digger                                                         |                  |
| 母 *パテントリークリア Patently Clear 1988 鹿毛 | 母の父Miswaki 1978 栗毛                                             | Hopespringseternal                                                  | Buckpasser                                                          | Buckpasser       |
| 母 *パテントリークリア Patently Clear 1988 鹿毛 | 母の父Miswaki 1978 栗毛                                             | Hopespringseternal                                                  | Rose Bower                                                          |                  |
| 母 *パテントリークリア Patently Clear 1988 鹿毛 | 母の母Badge of Courage 1983 鹿毛                                    | Well Decorated                                                      | Raja Baba                                                           | Raja Baba        |
| 母 *パテントリークリア Patently Clear 1988 鹿毛 | 母の母Badge of Courage 1983 鹿毛                                    | Well Decorated                                                      | Paris Breeze                                                        |                  |
| 母 *パテントリークリア Patently Clear 1988 鹿毛 | 母の母Badge of Courage 1983 鹿毛                                    | Tamerett                                                            | Tim Tam                                                             | Tim Tam          |
| 母 *パテントリークリア Patently Clear 1988 鹿毛 | 母の母Badge of Courage 1983 鹿毛                                    | Tamerett                                                            | Mixed Marriage                                                      |                  |
| 母系(F-No.)                                     | パテントリークリア(USA)系(FN:2-f)                                   | パテントリークリア(USA)系(FN:2-f)                                   | パテントリークリア(USA)系(FN:2-f)                                   | [ § 3 ]          |
| 5代内の近親交配                                 | Native Dancer5×5、Tom Fool5×5、Princequillo5×5、Striking・Busher5×5 | Native Dancer5×5、Tom Fool5×5、Princequillo5×5、Striking・Busher5×5 | Native Dancer5×5、Tom Fool5×5、Princequillo5×5、Striking・Busher5×5 | [ § 4 ]          |
| 出典                                            | 1. 2. 3. 4.                                                         | 1. 2. 3. 4.                                                         | 1. 2. 3. 4.                                                         | 1. 2. 3. 4.      |

- 半弟にタイキリオン（ニュージーランドトロフィー）、半妹にタイキダイヤ（クリスタルカップ）、その孫（タイキクラリティの仔）にクラリティスカイ（NHKマイルカップ）、その他近親にセイウンコウセイ（高松宮記念）、モジアナフレイバー（地方重賞4勝）[4][11][12]。